# Tenali
Tenali, en télougou : తెనాలి, est une ville du district de Guntur, dans l'État de l'Andhra Pradesh, en Inde. Selon le recensement de l'Inde de 2011, elle compte une population de 164 937 habitants.